# Athyrium pachyphyllum
Athyrium pachyphyllum är en majbräkenväxtart som beskrevs av Ren-Chang Ching. Athyrium pachyphyllum ingår i släktet Athyrium och familjen Athyriaceae. Inga underarter finns listade.